# Gabino Besouro
Gabino Suzano de Araújo Besouro (Penedo, 22 de junho de 1851 — Rio de Janeiro, 31 de janeiro de 1930) foi um militar e político brasileiro.

## Biografia
Foi presidente da província de Alagoas, de 16 de abril a 10 de julho de 1888. Também presidiu, no período republicano, o estado do Piauí de 23 de agosto a 19 de outubro de 1890; e de Alagoas, de 28 de novembro de 1891 a 2 de março de 1892, de 17 de outubro de 1894 a 1º de outubro de 1895 e de 2 de outubro de 1895 a 14 de janeiro de 1896.
No Exército, atingiu o posto de General de Divisão. Entre 3 de outubro de 1910 e 20 de abril de 1914, comandou a Escola de Estado-Maior. Posteriormente, comandou a 1.ª Região Militar, de 8 de março de 1915 a 4 de dezembro de 1916.